# Малев
Малев (мађ. Magyar Légiközlekedési Vállalat) - Малев мађарска авиолинија је био национална авио-компанија Мађарске. Малев је постао члан oneworld алијансе 2007. године.
03. фебруара 2012. у 6 сати ујутру, Малев је прекинуо све летачке операције након 66 година постојања.

## Историја
Авио-компанија је основана 29. марта 1946. године, када је основан тзв. Мазовлет. Првобитна флота је имала само неколико авиона: Ли-2, руске ДЦ-3 и По-2 „таксис“.
25. новембра 1956. године, Мађарска је купила руску компанију Мазовлет, чиме је фактички основан данашњи Малев. За само неколико година, компанија је почела да лети у друге државе. 1968. године, Малев је купио нове Тупољев Ту-134 авионе од СССР-а, а неколико година пре распада СССР-а компанија је купила „западне“ авионе Боинг 737-200. Пре престанка са радом, Малев је имао 17 авиона Боеинг 737 нове генерације.
3. фебруара 2012. Малев је банкротирао након 66 година постојања, након што му је Европска комисија наложила враћање помоћи добијене од стране државе у периоду од 2007. до 2010. године.
Сума коју је Малев требало да врати држави износила је 38 милијарди форинти (око 130 милиона евра; 171 милион долара; 108 милиона фунти), што је било једнако целокупном приходу Малева у 2010. години.
У моменту проглашења банкрота, укупна дуговања Малева су износила 60 милијарди форинти (око 270,5 милиона долара).

## Дестинације
До проглашења банкрота 3. фебруара 2012. Малев је летео на 50 дестинација, покривајући скоро читаву Европу и пар дестинација на Блиском истоку.

## Флота
На дан престанка са радом, Малев је у флоти поседовао укупно 22 авиона просечне старости 7,1 годину, и то: 
6 Боинга 737-600, 7 Боинга 737-700, 5 Боинга 737-800 и 4 авиона Бомбардије Деш 8 Q400.